# Global Commons Institute
Das Global Commons Institute (GCI) wurde 1990 in Großbritannien von einer Gruppe um den Autor und Klimaaktivisten Aubrey Meyer gegründet, um Konzepte für weltweite Klimagerechtigkeit zu entwickeln und zu verbreiten. Der Begriff Global Commons steht dabei für globale öffentliche Güter, hier bezogen auf die Erdatmosphäre.
Das Institut mit Sitz in London entwickelte in dreijähriger Tätigkeit das Modell von Kontraktion und Konvergenz der Kohlenstoffdioxid-Emissionen als eine Möglichkeit, den Klimawandel zu begrenzen. Das Modell gilt als theoretische Vorarbeit für das politische Konzept der Klimagerechtigkeit. Viele der Gründer waren Mitglieder der Green Party. 
Zu den Erstunterzeichnern der 1991 veröffentlichten Gründungserklärung „Kontraktion und Konvergenz“ gehörten 50 Abgeordnete des britischen Parlaments aus allen Fraktionen, darunter Tony Benn, Richard Body, Mark Bonham Carter, Simon Hughes, Ken Livingstone, Dawn Primarolo, Clare Short, David Stoddart und Jim Wallace, die Parteiführer Paddy Ashdown, Margaret Ewing und Charles Kennedy, die EU-Abgeordneten Kenneth Collins und Wilfried Telkämper sowie die deutschen Bundestagsabgeordneten Petra Kelly und Hermann Scheer, außerdem der Atmosphärenforscher Paul Crutzen und die Autorin Susan George.